# Schwenckfeldina pygophora
Schwenckfeldina pygophora är en tvåvingeart som först beskrevs av Ignaz Rudolph Schiner 1868.  Schwenckfeldina pygophora ingår i släktet Schwenckfeldina och familjen sorgmyggor. Inga underarter finns listade i Catalogue of Life.